# Cal Minguet (la Pedra)
Cal Minguet és una masia del poble de la Pedra, al municipi de la Coma i la Pedra, a la Vall de Lord (Solsonès).